# Benno Moiseiwitsch

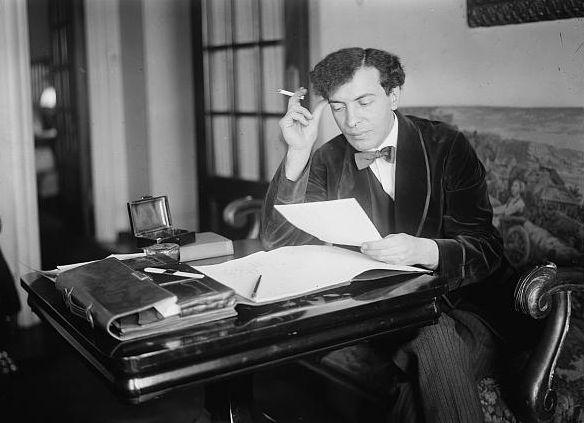
Benno Moiseiwitsch

Benno Moiseiwitsch (ursprünglich russisch Бенно Моисеевич/Benno Moissejewitsch; * 10. Februarjul. / 22. Februar 1890greg. in Odessa, Russisches Kaiserreich; † 9. April 1963 in London, England) war ein russischer Pianist.

## Leben
Moiseiwitsch begann im Alter von 7 Jahren an der Musikakademie Odessa das Klavierspiel. Unterrichtet wurde er von Dmitri Klimow und bereits mit 9 Jahren gewann er den Anton-Rubinstein-Preis. In der Zeit von 1904 bis 1908 studierte er bei Theodor Leschetizky in Wien.
Seinen ersten öffentlichen Auftritt hatte Moiseiwitsch 1908 in Reading und ließ sich in dieser Zeit auch in England nieder. 1937 nahm er die britische Staatsbürgerschaft an.
Verheiratet war Benno Moiseiwitsch mit der australischen Konzertviolinistin Daisy Kennedy. 
Moiseiwitschs Spiel ist charakterisiert durch große Eleganz, Feinheit und Natürlichkeit. Seine hervorragende Technik klingt ausgesprochen mühelos. Rachmaninow sah in ihm seinen künstlerischen Erben. Moiseiwitsch gelang es, sich mit dem Komponisten über die Bedeutung seiner Préludes zu unterhalten. So erhielt er wichtige Hinweise zur Interpretation des düsteren Prélude op. 32 Nr. 10 in h-Moll, das auch für Rachmaninow der Höhepunkt der Sammlung war. Der Komponist verwies dabei in einem längeren Gespräch auf das Motiv der „Rückkehr“ in die Heimat Russland. 

„In der Tiefe meines Herzens ist und bleibt Schumann mein Lieblingskomponist“